# Zwarte Sinterklaas

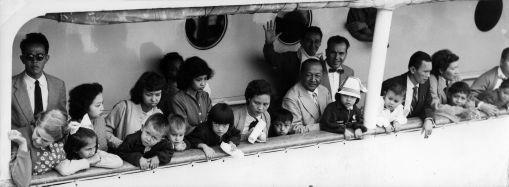
De aankomst van de Castel Felice met Indische Nederlanders in Rotterdam, 1958.

Zwarte Sinterklaas is de bijnaam voor een diplomatiek incident in de Indonesisch-Nederlandse betrekkingen dat op 5 december 1957 plaatsvond. Na een al maanden durende anti-Nederlandse stemming, waaraan ook president Soekarno meedeed, werden op die dag de Nederlanders staatsgevaarlijk verklaard en werd ze met klem verzocht Indonesië te verlaten. Nederlandse bedrijven werden genationaliseerd. Bijna 50.000 Nederlanders vertrokken in de maanden daarop, terwijl de economische banden vrijwel geheel werden verbroken. Op 17 augustus 1960, vijftien jaar na het uitroepen van de Indonesische onafhankelijkheid, werden ook de diplomatieke betrekkingen met Nederland verbroken.
De benaming Zwarte Sinterklaas werd bedacht omdat deze gebeurtenis, die samenviel met het traditionele Nederlandse Sinterklaasfeest, dat jaar een zwarte schaduw over de feestvreugde wierp.

## Oorzaken
De oorzaken waren de onwil van Nederland om Nieuw-Guinea te verlaten, onvrede over de Nederlands-Indonesische Unie en het feit dat de economie nog grotendeels in Nederlandse handen lag. De onwil om Nieuw-Guinea op te geven was deels een gevolg van een ethisch ontwikkelingsbeleid en een poging om deze keer een model-dekolonisator te zijn. Verder speelde een sentiment mee dat er nog steeds een Nederlandse aanwezigheid in dit gebied was.

## Interne onrust
In Indonesië had Soekarno met veel onrust te maken - de Republik Indonesia was in 1950 gevormd uit de Verenigde Staten van Indonesië - waardoor hij in maart 1957 de staat van beleg afkondigde. Hij voerde hierna de Demokrasi Terpimpin, geleide democratie, in met een buitenparlementair werkkabinet, het kabinet-Djoeanda. Hij gebruikte het conflict met Nederland dan ook om de wankele onderlinge samenhang van Indonesië te versterken.

## Nieuw-Guinea en nationalisatie
Daarnaast was het ook de eindfase van de indonesianisasi, de nationalisatie van de Nederlandse bedrijven. Eind oktober 1957 had de Indonesische interim-minister van Buitenlandse Zaken al aangegeven dat nationalisatie een reële optie was, terwijl Soekarno begin november aangaf dat er een einde moest komen aan de handel met Nederland, als dwangmiddel in de kwestie over Nieuw-Guinea. Ook  een protestbijeenkomst, waarbij meer dan een miljoen man op de been was in Jakarta, richtte zich tegen de Nederlandse kolonisatie.
Omdat Nederland weigerde om de kwestie over Nieuw-Guinea te bespreken, had Indonesië drie jaar lang geprobeerd om bij de Algemene Vergadering van de Verenigde Naties een resolutie voor bemiddeling in te dienen. Toen deze op 27 november 1957 voor de vierde keer opnieuw geen tweederdemeerderheid verkreeg, reageerde Indonesië woedend. Op 30 november overleefde Soekarno in Cikini in het centrum van Jakarta een aanslag. De anti-Nederlandse sfeer resulteerde op 3 december in de overname van het kantoor van de Koninklijke Paketvaart Maatschappij in Jakarta door werknemers. In de dagen daarna volgden vergelijkbare acties, terwijl Nederlanders ook geweigerd werden in taxi's en hun telefoons soms werden afgesloten. Op 5 december werd besloten dat de werknemers in het kader van de veiligheid de controle over de bedrijven moesten overgeven aan het leger. In de dagen daarna werden de resterende Nederlandse banken in Indonesië (Nederlandsche Handel-Maatschappij, Nederlandsch-Indische Handelsbank en Nederlandsch-Indische Escompto Maatschappij) en landbouwbedrijven overgenomen door het leger, waarna op 10 december de eerste Nederlanders vertrokken.